# Kašparova vila
Kašparova vila je rodinný dům malíře Adolfa Kašpara v Rusavě.

## Historie
Ačkoli žil malíř Adolf Kašpar trvale v Praze na Kampě, celý život tíhnul k Moravě. Nejdříve si nechal postavit letní vilu s ateliérem v Lošticích, v roce 1932 si pak nechal postavit roubenou chalupu v Rusavě. Objekt byl v roce 1958 prohlášen kulturní památkou, v roce 1987 pak byla památková ochrana zrušena.

## Architektura
Inspirací pro architektonický návrh byla horská chata Kohútka v Javorníkách a lidová architektura Valašska obecně. Jedná se o samostatně stojící roubenou stavbu na kamenné podezdívce, umístěnou v mírném svahu. Dům je završen sedlovou šindelovou střechou s půlkuželovými kabřinci. Pod jedním z nich je na záklopu nápis AŤ SI BYLO JAK SI BYLO , DYCKY JAKSI BYLO, EŠČE NIGDY NIKDY NEBYLO, ABY JAKSI NEBYLO. Oba štíty domu mají formu lomenice s podlomenicí. Ze střechy vyčnívají dva komíny z režných pálených cihel. Severní a západní stranu domu obepíná dřevěná pavlač s prkenným zábradlím. Dřevěná okna jsou kastlová s červenými rámy a zdobená vyřezávaným žlutomodrým deštěním.
Místnosti v přízemí mají roubené stěny a trámové stropy se záklopem, podkroví je obloženo palubkami. Na hlavním dřevěném trámu ve světnici je ozdobně vyřezán letopočet 1932. Dochovala se také původní kachlová kamna v kuchyni.